# Championnat d'Europe féminin de volley-ball 1999
Navigation
Rép. tchèque 1997 Bulgarie 2001
Le 21e championnat d'Europe féminin de volley-ball a eu lieu à Rome, en Italie, du 20 au 25 septembre 1999.

## Équipes présentes
| - Italie (Organisateur) - Russie (Vainqueur du Championnat d'Europe 1997) - Croatie (2e au Championnat d'Europe 1997) - Bulgarie (3e au Championnat d'Europe 1997) | - Pays-Bas - Pologne - Allemagne - Roumanie |

## Tour préliminaire

### Composition des groupes
| Poule A                                       | Poule B                                         |
| --------------------------------------------- | ----------------------------------------------- |
| Site : Rome Allemagne Bulgarie Croatie Italie | Site : Pérouse Pays-Bas Pologne Roumanie Russie |

### Poule A
| No | Équipe   | Points | Matches | Matches | Matches | Sets | Sets   | Sets  | Points | Points | Points |
| No | Équipe   | Points | joués   | gagnés  | perdus  | pour | contre | Ratio | pour   | contre | Ratio  |
| -- | -------- | ------ | ------- | ------- | ------- | ---- | ------ | ----- | ------ | ------ | ------ |
| 1  | Russie   | 6      | 3       | 3       | 0       | 9    | 1      | 9,000 | 250    | 200    | 1,250  |
| 2  | Italie   | 5      | 3       | 2       | 1       | 7    | 5      | 1,400 | 289    | 259    | 1,116  |
| 3  | Pays-Bas | 4      | 3       | 1       | 2       | 4    | 8      | 0,500 | 238    | 274    | 0,869  |
| 4  | Roumanie | 3      | 3       | 0       | 3       | 3    | 9      | 0,333 | 238    | 276    | 0.962  |

### Poule B
| No | Équipe    | Points | Matches | Matches | Matches | Sets | Sets   | Sets  | Points | Points | Points |
| No | Équipe    | Points | joués   | gagnés  | perdus  | pour | contre | Ratio | pour   | contre | Ratio  |
| -- | --------- | ------ | ------- | ------- | ------- | ---- | ------ | ----- | ------ | ------ | ------ |
| 1  | Croatie   | 5      | 3       | 2       | 1       | 6    | 3      | 2,000 | 207    | 204    | 1,015  |
| 2  | Allemagne | 5      | 3       | 2       | 1       | 7    | 5      | 1,400 | 266    | 247    | 1,077  |
| 3  | Bulgarie  | 4      | 3       | 1       | 2       | 5    | 7      | 0,714 | 267    | 273    | 0,978  |
| 4  | Pologne   | 4      | 3       | 1       | 2       | 5    | 8      | 0,625 | 276    | 293    | 0,942  |

## Phase finale

### Demi-finales 5-8
| 24 septembre | Roumanie | 3 | - | 1 | Bulgarie | (25-22 25-21 21-25 25-22) |
| 24 septembre | Pays-Bas | 3 | - | 1 | Pologne  | (29-27 22-25 25-23 25-23) |

### Demi-finales 1-4
| 24 septembre | Croatie | 3 | - | 2 | Italie    | (25-22 16-25 22-25 25-23 15-13) |
| 24 septembre | Russie  | 3 | - | 0 | Allemagne | (25-14 25-9 25-16)              |

## Finales

### Places 7-8
| 25 septembre | Bulgarie | 3 | - | 1 | Pologne | (25-19 25-22 20-25 25-20) |

### Places 5-6
| 25 septembre | Pays-Bas | 3 | - | 0 | Roumanie | (25-19 25-22 25-16) |

### Places 3-4
| 25 septembre | Italie | 3 | - | 0 | Allemagne | (25-20 25-20 25-19) |

### Places 1-2
| 25 septembre | Russie | 3 | - | 0 | Croatie | (25-18 25-19 25-12) |

## Classement final
| Classement         | Pays      |
| ------------------ | --------- |
| Médaille d'or      | Russie    |
| Médaille d'argent  | Croatie   |
| Médaille de bronze | Italie    |
| 4e                 | Allemagne |
| 5e                 | Pays-Bas  |
| 6e                 | Roumanie  |
| 7e                 | Bulgarie  |
| 8e                 | Pologne   |

## Récompenses individuelles
- MVP :  Ievgeniya Artamonova
- Meilleure marqueuse :  Barbara Jelić
- Meilleure contreuse :  Elizaveta Tichtchenko
- Meilleure attaquante :  Elizaveta Tichtchenko
- Meilleure serveuse :  Ewa Kowalkowska